# Lois Riess
 (mai 2025).
 (mai 2025).
Le contenu est difficilement compréhensible vu les erreurs de traduction, qui sont peut-être dues à l'utilisation d'un logiciel de traduction automatique.
Pour les articles homonymes, voir Riess.
Lois Ann Riess (née Witte ; née le 28 février 1962) est une meurtrière américaine condamnée et ancienne fugitive . En 2018, elle a acquis une notoriété nationale après avoir été accusée d'avoir tué son mari dans le Minnesota et une femme en Floride, déclenchant une chasse à l'homme à travers le pays. Surnommée la « Grand-mère tueuse » et la « Lois perdante » par les médias, l'affaire Riess a attiré une large attention en raison de ses détails choquants et de sa capacité à échapper aux forces de l'ordre pendant des semaines,.
Après avoir quitté le Minnesota, Riess s’est rendue en Floride, où elle aurait sympathisé avec Pamela Hutchinson, une femme qui lui ressemblait physiquement. Riess a ensuite assassiné Hutchinson dans le but de voler son identité et de poursuivre sa fuite face aux autorités. En utilisant les papiers d'identité et les cartes bancaires de Hutchinson, elle a voyagé à travers plusieurs États avant d'être arrêtée à South Padre Island, au Texas, en avril 2018.
Riess a été reconnu coupable des deux meurtres et a été condamné à deux peines de prison à vie (une pour chaque meurtre) sans possibilité de libération conditionnelle,. Son cas a fait l’objet d’un documentaire HBO, de podcasts et d’une couverture médiatique approfondie, soulignant des problèmes tels que le vol d’identité, la criminalité des personnes âgées et les défis liés à la recherche des fugitifs,. Riess purge deux peines de prison à vie au centre correctionnel du Minnesota – Shakopee depuis le 11 août 2020.

## Début de la vie
Lois Riess est née à Rochester, Minnesota, au début des années 1960. Elle était la plus jeune de cinq enfants dans une famille marquée par des défis importants. Sa mère, Donna, souffrait de trouble bipolaire et de schizophrénie, tandis que son père, William « Bill » Witte, était décrit comme inattentif et frugal. Le foyer manquait de stabilité et de chaleur, et les démonstrations d’affection ou de conseils étaient limitées. Malgré ces difficultés, Lois et ses frères et sœurs ont développé des liens étroits, se soutenant mutuellement dans l’adversité.
Riess a épousé David Riess à l'âge de 20 ans et le couple s'est installé à Blooming Prairie, dans le Minnesota, après avoir déménagé de leur ville natale de Rochester, construisant ce qui semblait être une vie stable ensemble,,. Ils ont eu trois enfants : deux fils et une fille et exploitaient une ferme de vers, ce qui leur procurait un revenu modeste mais stable,. Riess était connu pour être un joueur passionné, qui a fini par développer une dépendance au jeu,.
En 2015, les autorités du comté de Dodge, dans le Minnesota, ont ouvert une enquête sur Riess après l'apparition de preuves indiquant qu'elle avait détourné des dizaines de milliers de dollars des comptes de sa sœur handicapée. Des documents judiciaires ont révélé que Riess avait abusé de son rôle de tutrice, en siphonnant de l'argent pour alimenter sa dépendance au jeu. Un audit a mis en évidence des transactions spécifiques, notamment des paiements à un parent décédé, des retraits pour des « frais de tutelle » personnels totalisant 8 500 dollars, ainsi que 15 000 dollars prétendument offerts en cadeaux à des nièces et neveux. Une grande partie de l'argent volé a été retracée jusqu'à des dépenses dans des casinos, ce qui concorde avec la dépendance bien connue de Riess au jeu,.
En septembre 2015, un travailleur social a déposé une requête d’urgence pour révoquer la tutelle de Riess après la découverte de ces irrégularités. Bien que les forces de l’ordre aient envisagé des poursuites pénales pour vol qualifié, aucune inculpation n’a été engagée à ce moment-là. À la place, un jugement civil a été rendu en 2017, ordonnant à Riess de rembourser 100 534 dollars à sa sœur. Ce montant restait impayé au moment de ses activités criminelles ultérieures en 2018, selon les documents judiciaires,.

## Crimes

### Meurtre de David Riess
David Riess a été retrouvé mort le 23 mars 2018, à leur domicile de Blooming Prairie, dans le Minnesota,. L'homme de 54 ans a été Des membres de la famille inquiets ont signalé qu’ils n’avaient pas eu de nouvelles de David depuis plusieurs jours. Lors de l’enquête, son corps a été retrouvé avec plusieurs blessures par balle, et son décès a rapidement été qualifié d’homicide. Lois Riess a été identifiée comme principale suspecte après avoir disparu peu de temps après le meurtre, emportant avec elle le véhicule de son mari ainsi qu’une somme importante prélevée sur son compte bancaire.
Les autorités ont déterminé que Lois Riess avait falsifié la signature de David sur des chèques et retiré 11 000 dollars de son compte avant de fuir l’État. Les preuves recueillies sur les lieux suggéraient que le crime avait été prémédité, Lois ayant apparemment prévu d’utiliser les fonds volés pour financer sa fuite,. Ses voisins et ses connaissances ont décrit David comme un homme gentil et apprécié, sans aucun signe préalable de problèmes dans son mariage. Cependant, les dettes de jeu croissantes de Lois ont été considérées comme des motifs potentiels du crime,,.

### Meurtre de Pamela Hutchinson
Pamela Diane Sellers Hutchinson était une femme de 59 ans originaire du comté de Columbus, en Caroline du Nord.
Après avoir quitté le Minnesota, Lois Riess a été filmée par une caméra de surveillance à la brasserie Smokin' Oyster à Fort Myers Beach. Le 5 avril 2018, elle a assassiné Pamela Hutchinson, 59 ans, dans un appartement en location situé à Fort Myers Beach, en Floride,,. Hutchinson était en visite dans la région pour aider un ami à disperser les cendres de son défunt mari et en vacances lorsqu'elle a rencontré Riess. Les enquêteurs ont déterminé que Riess avait ciblé Hutchinson parce qu'ils partageaient une apparence physique similaire, dans l'intention de voler son identité pour échapper aux autorités. Riess s'est lié d'amitié avec Hutchinson, gagnant sa confiance grâce à des interactions amicales et des sorties sociales dans les jours précédant le meurtre. La relation semblait amicale, Hutchinson n'étant apparemment pas au courant des intentions criminelles de Riess.
Riess a abattu Pamela Hutchinson dans le condo de cette dernière, où son corps a été retrouvé une semaine plus tard, avec des balles dans le dos et la poitrine. Le personnel de maintenance, qui enquêtait sur un problème lié à l’eau dans l’immeuble, effectuait des vérifications porte à porte lorsqu’il a détecté une forte odeur nauséabonde provenant de l’unité, signalant un problème grave,. Après le meurtre, Riess a volé plusieurs biens d'Hutchinson, notamment sa carte d'identité, ses cartes de crédit et son véhicule, qu'elle a utilisés pour faciliter son évasion. Les enquêteurs pensent que Riess avait soigneusement planifié le crime afin de prendre l’identité de Hutchinson, dans le but d’éviter d’être détectée après le meurtre de son mari dans le Minnesota,.

## Fugitif et arrestation
Après le meurtre, Riess a été filmé en train d'utiliser la carte d'identité et les cartes de crédit de Hutchinson pour effectuer divers achats. Riess a également conduit l'Acura TL blanche de Hutchinson à travers les frontières des États,. Riess a échappé aux forces de l'ordre pendant des semaines, voyageant à travers le sud des États-Unis et séjournant dans divers hôtels et casinos, tandis que son cas était présenté dans des programmes tels que Dateline NBC et 20/20 d'ABC,. Les objets et le véhicule volés ont joué un rôle crucial pour aider les autorités à retracer les mouvements de Riess.
Dans la nuit du 19 avril 2018, Riess a été arrêté et placé en garde à vue par les US Marshals et les forces de l'ordre locales dans un restaurant local appelé Sea Ranch à South Padre Island, au Texas, une ville côtière située à environ 27 miles de la frontière mexicaine. Elle était assise seule dans un restaurant en train de boire un verre lorsque les autorités se sont approchées d'elle. Sa capture a été effectuée suite à une information d'un individu qui l'avait reconnue grâce à des reportages alors qu'elle se trouvait dans un restaurant local,. Elle a été placée en détention sans incident et extradée vers la Floride pour répondre à des accusations,,. Les autorités ont récupéré l'Acura TL blanche volée à Hutchinson, ainsi que plusieurs pièces d'identité appartenant à la victime. Deux armes de poing ont également été découvertes dans la chambre de motel où Riess aurait séjourné à South Padre Island. Avant son arrestation, le bureau du shérif du comté de Dodge, dans le Minnesota, a publié des images de surveillance d'une station-service à Northwood, dans l'Iowa, enregistrées le mois précédent. La vidéo montre Riess en train d'acheter un sandwich et de demander son chemin vers le sud de l'État.

### Procédures judiciaires
Après son arrestation, Riess a été détenue au Texas avant d'être extradée vers la Floride pour faire face aux accusations du meurtre de Pamela Hutchinson. En décembre 2019, Riess a plaidé coupable en Floride à quatre chefs d'accusation, dont meurtre au premier degré, vol qualifié et vol d'identité, en lien avec la mort de Hutchinson,. En échange de son plaidoyer de culpabilité, l'État a retiré sa demande de peine de mort et Riess a été condamnée à la prison à vie sans libération conditionnelle. Le procès en Floride a également résolu tous les problèmes potentiels en appel, garantissant qu'elle resterait incarcérée à vie,.
Après sa condamnation en Floride, Riess a été extradée vers le Minnesota pour faire face aux accusations du meurtre de son mari,. Elle a plaidé coupable de meurtre au premier degré dans le Minnesota en 2020, recevant une autre peine d'emprisonnement à perpétuité sans possibilité de libération conditionnelle,. Lors de sa comparution devant le tribunal, Riess a exprimé ses remords à la famille de son défunt mari, reconnaissant la douleur causée par ses actes. L'accusation a souligné la nature calculée des crimes de Riess, soulignant son utilisation de la même arme à feu pour les deux meurtres et ses efforts pour échapper à la capture par vol d'identité.

## Couverture médiatique et héritage
Lois Riess est actuellement incarcérée dans une prison d'État de Floride, où elle purge sa peine à perpétuité.
- En 2024, Lois Riess est présentée dans un documentaire réalisé et produit par Erin Lee Carr, I Am Not a Monster: The Lois Riess Murders, American Murderers sur HBO[58],[59].
- ABC 20/20 : The Killer Grandma[60].
- Dateline NBC : The Woman at the Bar[61],[62].

### Podcast
- #256 « Losing Streak Lois »[63]
- Épisode 104 : The Killer Grandma of Minnesota[64]
- The Murders of Lois Riess[65]
- 32. Lois Riess—The Worm Has Turned[66]

### Revue
- Jean Rosengren (2020). The Pretender « Les habitants de Blooming Prairie, dans le Minnesota, pensaient que Lois Riess était une bonne épouse et une bonne grand-mère. Si elle avait un vice, c'était de jouer aux machines à sous. Puis elle a commis un meurtre[8],[67]. »